# انزياح الخاصة

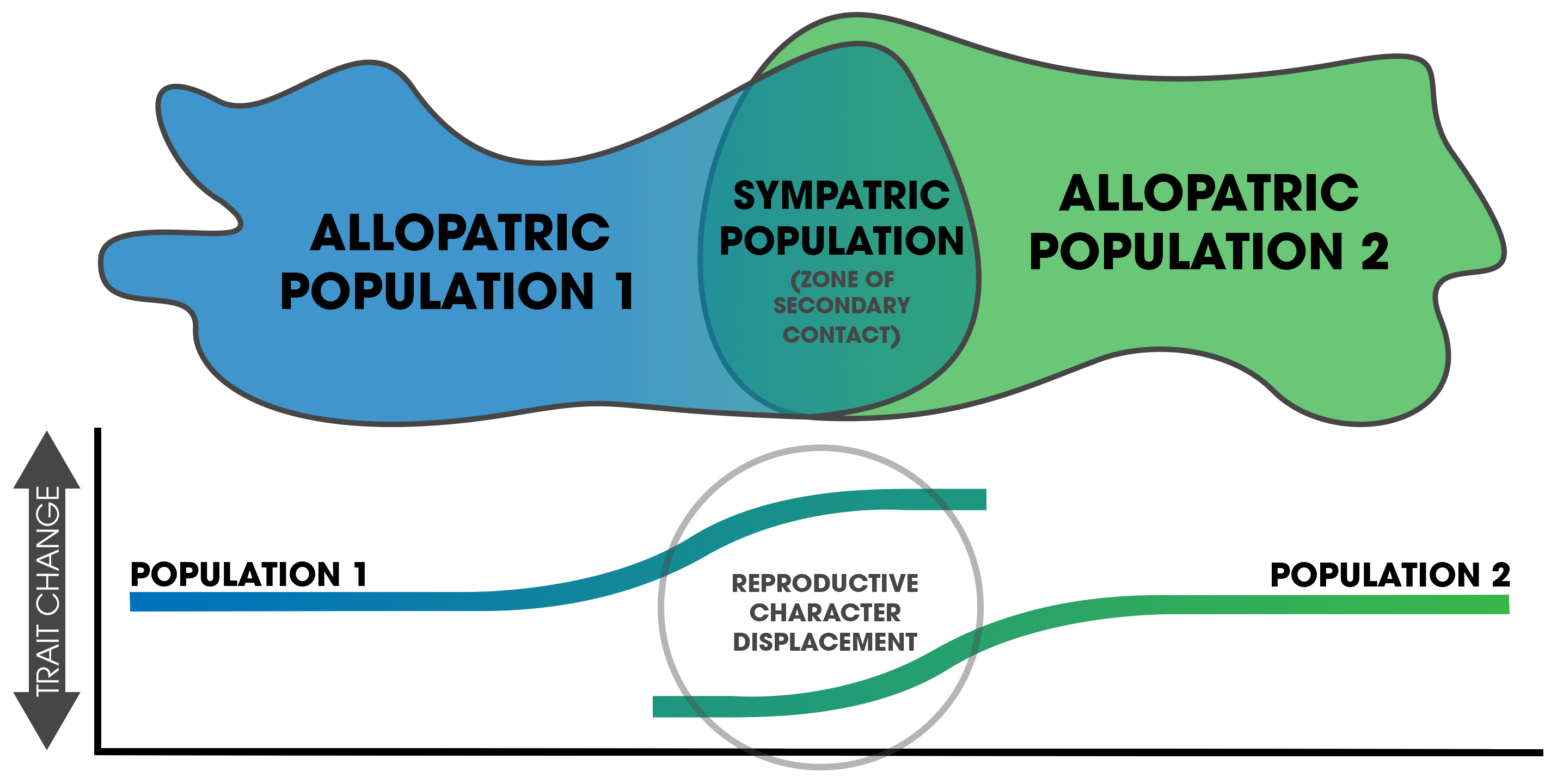

انزياح الخواص يشير إلى ظاهرة يتغير بها بروز التمايز  بين الأنواع المتشابهة التي تتداخل بعض نطاقاتها الجغرافية، إذ أنَّ الاختلافات التي بينها تصبح بارزة أكثر في المناطق المشتركة لها، ولكن تقل أو تختفي في المناطق غير المتداخلة. هذا ينجم عن التغير التطوري الذي يحركه تنافس الأنواع المختلفة فيما بينها من أجل الموارد المحدودة (كالطعام). فإنَّ أساس انزياح الخواص المنطقي يرجع إلى مبدأ الإقصاء التنافسي، الذي يُعرف أيضًا بقانون غوس، وهو ينص على أن التمايز بين الأنواع المتنافسة بمواقعها البيئية وجوده ضروري كي تتعايش هذه الأنواع. أي بدون أن توجد اختلافات بين أي نوعين، فإن أحدهما سيقصي الآخر.